# Campeonato de Primera B 2004-05 (Argentina)
La temporada de la Primera B 2004-05 fue la octogésima segunda edición del campeonato de tercera división del fútbol argentino en el orden de los clubes directamente afiliados a la AFA. Dio comienzo el 31 de julio de 2004 y finalizó el 9 de julio de 2005. Fue disputado por 21 equipos.
Los nuevos equipos participantes fueron el ascendido Argentino de Rosario, campeón de la Primera C, y Los Andes, peor promedio de los equipos metropolitanos de la Primera B Nacional.
El campeón fue Tigre, que se consagró al haber ganado los dos torneos del año.

## Ascensos y descensos
| Posición | Descendidos de la Primera B 2003-04 |
| -------- | ----------------------------------- |
| 21.º     | Colegiales                          |
| 22.º     | Argentino (Q)                       |

| Posición | Ascendido de la Primera C 2003-04 |
| -------- | --------------------------------- |
| Campeón  | Argentino de Rosario              |

| Posición | Ascendido a la Primera B Nacional 2004-05 |
| -------- | ----------------------------------------- |
| Campeón  | Sarmiento (J)                             |

| Posición | Descendidos de la Primera B Nacional 2003-04 |
| -------- | -------------------------------------------- |
| 9.º      | Los Andes                                    |

- De esta manera, el número de equipos se redujo a 21.

## Equipos participantes
| Equipo              | Localidad            | Estadio                      | Capacidad |
| ------------------- | -------------------- | ---------------------------- | --------- |
| All Boys            | Buenos Aires         | Islas Malvinas               | 15.000    |
| Almirante Brown     | Isidro Casanova      | Fragata Presidente Sarmiento | 25 000    |
| Argentino           | Rosario              | José Martín Olaeta           | 6800      |
| Atlanta             | Buenos Aires         | Don León Kolbowsky           | 14 000    |
| Brown de Adrogué    | Adrogué              | Lorenzo Arandilla            | 4500      |
| Central Córdoba (R) | Rosario              | Gabino Sosa                  | 10 000    |
| Def. de Cambaceres  | Ensenada             | 12 de Octubre                | 8500      |
| Deportivo Armenio   | Ingeniero Maschwitz  | Armenia                      | 10 500    |
| Social Español      | Buenos Aires         | Nueva España                 | 32 500    |
| Deportivo Laferrere | Laferrere            | Ciudad de Laferrere          | 10 000    |
| Deportivo Morón     | Morón                | Nuevo Francisco Urbano       | 32 000    |
| Estudiantes         | Caseros              | Ciudad de Caseros            | 16 740    |
| Flandria            | Jáuregui             | Carlos V                     | 5000      |
| Los Andes           | Lomas de Zamora      | Eduardo Gallardón            | 36 942    |
| Platense            | Vicente López        | Ciudad de Vicente López      | 31 030    |
| San Telmo           | Dock Sud             | Dr. Osvaldo Baletto          | 5500      |
| Sportivo Italiano   | Ciudad Evita         | República de Italia          | 7000      |
| Talleres            | Remedios de Escalada | Talleres                     | 15 000    |
| Temperley           | Turdera              | Alfredo Beranger             | 22 000    |
| Tigre               | Victoria             | José Dellagiovanna           | 28 680    |
| Tristán Suárez      | Tristán Suárez       | 20 de Octubre                | 15 000    |

### Distribución geográfica de los equipos
| Región                                   | Cant. | Equipos |
| ---------------------------------------- | ----- | --- |
| Conurbano bonaerense                     | 14    | Almirante Brown, Brown de Adrogué, Deportivo Armenio, Deportivo Laferrere, Deportivo Morón, Estudiantes (BA), Los Andes, Platense, San Telmo, Sportivo Italiano, Talleres, Temperley, Tigre y Tristán Suárez |
| Ciudad de Buenos Aires                   | 3     | All Boys, Atlanta y Deportivo Español |
| Ciudad de Rosario                        | 2     | Argentino y Central Córdoba |
| Interior de la provincia de Buenos Aires | 1     | Flandria |
| Gran La Plata                            | 1     | Defensores de Cambaceres |

## Formato

### Competición
Se disputaron dos torneos: Apertura y Clausura. En cada uno de ellos, los 21 equipos se enfrentaron todos contra todos, quedando un equipo quedaba libre por fecha. Ambos campeonatos se jugaron a una sola rueda. Los partidos disputados en el Torneo Clausura representaron los desquites de los del Torneo Apertura, invirtiendo la localía.

### Ascensos
Al haber sido Tigre ganador de los dos torneos ascendió directamente a la Primera B Nacional.
El equipo que más puntos obtuvo a lo largo de todo el campeonato, excluyendo al campeón, clasificó a las semifinales del Torneo Reducido, mientras que los seis equipos que, al finalizar la temporada, hubieran obtenido la mayor cantidad de puntos, clasificaron a los cuartos de final. El ganador del mismo disputó una promoción contra un equipo de la Primera B Nacional.

### Descensos
El equipo que al finalizar la temporada ocupó el último lugar de la tabla de promedios descendió a la Primera C, mientras que el que obtuvo el segundo peor promedio debió disputar una promoción ante un club de dicha categoría.

## Torneo Apertura
| Pos  | Equipo                   | Pts | PJ | PG | PE | PP | GF | GC | Dif |
| ---- | ------------------------ | --- | -- | -- | -- | -- | -- | -- | --- |
| 1.º  | Tigre                    | 43  | 20 | 12 | 7  | 1  | 33 | 11 | 22  |
| 2.º  | Platense                 | 38  | 20 | 11 | 5  | 4  | 24 | 13 | 11  |
| 3.º  | Sportivo Italiano        | 37  | 20 | 10 | 7  | 3  | 27 | 17 | 10  |
| 4.º  | Tristán Suárez           | 34  | 20 | 10 | 4  | 6  | 32 | 23 | 9   |
| 5.º  | All Boys                 | 32  | 20 | 8  | 8  | 4  | 22 | 20 | 2   |
| 6.º  | Atlanta                  | 32  | 20 | 10 | 2  | 8  | 30 | 29 | 1   |
| 7.º  | Temperley                | 31  | 20 | 9  | 4  | 7  | 31 | 23 | 8   |
| 8.º  | Los Andes                | 31  | 20 | 8  | 7  | 5  | 33 | 33 | 0   |
| 9.º  | Deportivo Morón          | 30  | 20 | 7  | 9  | 4  | 20 | 13 | 7   |
| 10.º | Central Córdoba          | 28  | 20 | 6  | 10 | 4  | 26 | 21 | 5   |
| 11.º | Deportivo Armenio        | 27  | 20 | 7  | 6  | 7  | 21 | 17 | 4   |
| 12.º | Talleres (RE)            | 26  | 20 | 6  | 8  | 6  | 20 | 22 | -2  |
| 13.º | Almirante Brown          | 24  | 20 | 4  | 12 | 4  | 22 | 21 | 1   |
| 14.º | Estudiantes              | 24  | 20 | 5  | 9  | 6  | 22 | 25 | -3  |
| 15.º | Defensores de Cambaceres | 23  | 20 | 4  | 11 | 5  | 16 | 18 | -2  |
| 16.º | Brown                    | 21  | 20 | 5  | 6  | 9  | 19 | 25 | -6  |
| 17.º | Deportivo Laferrere      | 20  | 20 | 5  | 5  | 10 | 24 | 36 | -12 |
| 18.º | Argentino de Rosario     | 19  | 20 | 5  | 4  | 11 | 22 | 37 | -15 |
| 19.º | Social Español           | 17  | 20 | 4  | 5  | 11 | 20 | 32 | -12 |
| 20.º | San Telmo                | 14  | 20 | 3  | 5  | 12 | 24 | 36 | -12 |
| 21.º | Flandria                 | 10  | 20 | 2  | 4  | 14 | 16 | 32 | -16 |

|  |                                         |
|  | Se consagró campeón del Torneo Apertura |

## Torneo Clausura
| Pos  | Equipo                   | Pts | PJ | PG | PE | PP | GF | GC | Dif |
| ---- | ------------------------ | --- | -- | -- | -- | -- | -- | -- | --- |
| 1.º  | Tigre                    | 50  | 20 | 15 | 5  | 0  | 39 | 13 | 26  |
| 2.º  | Platense                 | 35  | 20 | 10 | 5  | 5  | 33 | 21 | 12  |
| 3.º  | Atlanta                  | 35  | 20 | 9  | 8  | 3  | 29 | 18 | 11  |
| 4.º  | Los Andes                | 33  | 20 | 9  | 6  | 5  | 43 | 34 | 9   |
| 5.º  | Deportivo Armenio        | 33  | 20 | 9  | 6  | 5  | 31 | 24 | 7   |
| 6.º  | Deportivo Morón          | 32  | 20 | 9  | 5  | 6  | 24 | 25 | -1  |
| 7.º  | Brown                    | 32  | 20 | 9  | 5  | 6  | 23 | 26 | -3  |
| 8.º  | Talleres (RE)            | 31  | 20 | 9  | 4  | 7  | 32 | 28 | 4   |
| 9.º  | Tristán Suárez           | 28  | 20 | 8  | 4  | 8  | 24 | 22 | 2   |
| 10.º | All Boys                 | 28  | 20 | 7  | 7  | 6  | 20 | 18 | 2   |
| 11.º | Sportivo Italiano        | 28  | 20 | 7  | 7  | 6  | 27 | 26 | 1   |
| 12.º | Flandria                 | 27  | 20 | 7  | 6  | 7  | 22 | 16 | 6   |
| 13.º | Social Español           | 27  | 20 | 7  | 6  | 7  | 20 | 20 | 0   |
| 14.º | Estudiantes              | 26  | 20 | 7  | 5  | 8  | 30 | 34 | -4  |
| 15.º | San Telmo                | 23  | 20 | 6  | 5  | 9  | 25 | 31 | -6  |
| 16.º | Central Córdoba          | 22  | 20 | 5  | 7  | 8  | 22 | 26 | -4  |
| 17.º | Temperley                | 20  | 20 | 4  | 8  | 8  | 15 | 19 | -4  |
| 18.º | Defensores de Cambaceres | 17  | 20 | 3  | 8  | 9  | 19 | 32 | -13 |
| 19.º | Argentino de Rosario     | 17  | 20 | 5  | 2  | 13 | 20 | 36 | -16 |
| 20.º | Almirante Brown          | 14  | 20 | 2  | 8  | 10 | 15 | 28 | -13 |
| 21.º | Deportivo Laferrere      | 11  | 20 | 2  | 5  | 13 | 14 | 30 | -16 |

|  |                                         |
|  | Se consagró campeón del Torneo Clausura |

## Tabla de posiciones del campeonato
| Pos  | Equipo                   | Pts | PJ | PG | PE | PP | GF | GC | Dif |
| ---- | ------------------------ | --- | -- | -- | -- | -- | -- | -- | --- |
| 1.º  | Tigre                    | 93  | 40 | 27 | 12 | 1  | 72 | 24 | 48  |
| 2.º  | Platense                 | 73  | 40 | 21 | 10 | 9  | 57 | 34 | 23  |
| 3.º  | Sportivo Italiano        | 65  | 40 | 17 | 14 | 9  | 54 | 43 | 11  |
| 4.º  | Atlanta                  | 64  | 40 | 19 | 10 | 11 | 59 | 47 | 12  |
| 5.º  | Los Andes                | 64  | 40 | 17 | 13 | 10 | 76 | 67 | 9   |
| 6.º  | Tristán Suárez           | 62  | 40 | 18 | 8  | 14 | 56 | 45 | 11  |
| 7.º  | Deportivo Morón          | 62  | 40 | 16 | 14 | 10 | 44 | 38 | 6   |
| 8.º  | Deportivo Armenio        | 60  | 40 | 16 | 12 | 12 | 52 | 41 | 11  |
| 9.º  | All Boys                 | 60  | 40 | 15 | 15 | 10 | 42 | 38 | 4   |
| 10.º | Talleres (RE)            | 57  | 40 | 15 | 12 | 13 | 52 | 50 | 2   |
| 11.º | Brown                    | 53  | 40 | 14 | 11 | 15 | 42 | 51 | -9  |
| 12.º | Temperley                | 51  | 40 | 13 | 12 | 15 | 46 | 42 | 4   |
| 13.º | Central Córdoba          | 50  | 40 | 11 | 17 | 12 | 48 | 47 | 1   |
| 14.º | Estudiantes              | 47  | 40 | 12 | 14 | 14 | 52 | 59 | -7  |
| 15.º | Social Español           | 44  | 40 | 11 | 11 | 18 | 40 | 52 | -12 |
| 16.º | Defensores de Cambaceres | 40  | 40 | 7  | 19 | 14 | 35 | 50 | -15 |
| 17.º | Flandria                 | 37  | 40 | 9  | 10 | 21 | 38 | 48 | -10 |
| 18.º | San Telmo                | 37  | 40 | 9  | 10 | 21 | 49 | 67 | -18 |
| 19.º | Argentino de Rosario     | 36  | 40 | 10 | 6  | 24 | 42 | 73 | -31 |
| 20.º | Almirante Brown          | 35  | 40 | 6  | 20 | 14 | 37 | 49 | -12 |
| 21.º | Deportivo Laferrere      | 31  | 40 | 7  | 10 | 23 | 38 | 66 | -28 |

|  |                                                                                           |
|  | Campeón de los torneos Apertura y Clausura. Ascendió a la Primera B Nacional              |
|  | Participaron del Torneo Reducido por una promoción con un equipo de la Primera B Nacional |
|  | Ganador del Torneo Reducido                                                               |

| 1. |

## Tabla de promedios
| Pos  | Equipo                   | PJ  | 2002-03 | 2003-04 | 2004-05 | Pts | Promedio |
| ---- | ------------------------ | --- | ------- | ------- | ------- | --- | -------- |
| 1.º  | Atlanta                  | 118 | 57      | 81      | 64      | 202 | 1,712    |
| 2.º  | Tigre                    | 118 | 46      | 52      | 93      | 191 | 1,619    |
| 3.º  | Platense                 | 118 | 65      | 51      | 73      | 189 | 1,602    |
| 4.º  | Los Andes                | 40  | -       | -       | 64      | 64  | 1,600    |
| 5.º  | All Boys                 | 118 | 64      | 64      | 60      | 188 | 1,593    |
| 6.º  | Tristán Suárez           | 118 | 41      | 81      | 62      | 184 | 1,559    |
| 7.º  | Almirante Brown          | 118 | 70      | 77      | 35      | 182 | 1,542    |
| 8.º  | Deportivo Morón          | 118 | 49      | 69      | 62      | 180 | 1,525    |
| 9.º  | Central Córdoba          | 118 | 56      | 67      | 50      | 173 | 1,466    |
| 10.º | Sportivo Italiano        | 116 | 48      | 54      | 65      | 167 | 1,440    |
| 11.º | Estudiantes              | 118 | 50      | 71      | 47      | 168 | 1,424    |
| 12.º | Temperley                | 116 | 51      | 53      | 51      | 155 | 1,336    |
| 13.º | Deportivo Armenio        | 116 | 42      | 42      | 60      | 144 | 1,241    |
| 14.º | Flandria                 | 118 | 38      | 71      | 37      | 146 | 1,237    |
| 15.º | Talleres (RE)            | 118 | 44      | 38      | 57      | 139 | 1,178    |
| 16.º | San Telmo                | 116 | 46      | 53      | 37      | 136 | 1,172    |
| 17.º | Social Español           | 82  | -       | 48      | 44      | 92  | 1,122    |
| 18.º | Brown (A)                | 118 | 31      | 45      | 53      | 129 | 1,093    |
| 19.º | Deportivo Laferrere      | 118 | 56      | 42      | 31      | 129 | 1,093    |
| 20.º | Defensores de Cambaceres | 118 | 41      | 44      | 40      | 125 | 1,059    |
| 21.º | Argentino (R)            | 40  | -       | -       | 36      | 40  | 0,900    |

|  | Jugara la promoción con el ganador del reducido de la Primera C. |
|  | Descendió directamente a la Primera C                            |

## Torneo reducido
Los siete equipos que sumaron la mayor cantidad de puntos entre Apertura y Clausura al finalizar la temporada (excluyendo al campeón) se clasificaron para jugar el Reducido. El mismo consiste en un torneo por eliminación directa. Los equipos fueron emparejados según sus posiciones en la tabla final, siendo los enfrentamientos 3.º contra 8.º, 4.º contra 7.º, y 5.º contra 6.º. Los tres ganadores avanzaron a la semifinal, donde se sumó el subcampeón de la temporada, Platense. Todas las rondas se disputaron a doble partido, actuando el mejor ubicado en la tabla como local en el partido de vuelta.
El ganador fue el Club Atlético Platense, que se clasificó para disputar una promoción contra un equipo de la Primera B Nacional.
|  | Cuartos de final              | Cuartos de final              | Cuartos de final              |   |                   | Semifinales                    | Semifinales                    | Semifinales                    |  |  | Final                 | Final                 | Final                 |
|  | del 4 de junio al 12 de junio | del 4 de junio al 12 de junio | del 4 de junio al 12 de junio |   |                   | del 15 de junio al 19 de junio | del 15 de junio al 19 de junio | del 15 de junio al 19 de junio |  |  | del 18 al 27 de junio | del 18 al 27 de junio | del 18 al 27 de junio |
|  |                               |                               |                               |   |                   |                                |                                |                                |  |  |                       |                       |                       |
|  | Platense                      |                               |                               |   |                   |                                |                                |                                |  |  |                       |                       |                       |
|  | -                             |                               |                               |   |                   |                                |                                |                                |  |  |                       |                       |                       |
|  |                               | Platense                      | 1                             | 0 |                   |                                |                                |                                |  |  |                       |                       |                       |
|  |                               |                               |                               | 0 |                   |                                |                                |                                |  |  |                       |                       |                       |
|  |                               | Deportivo Morón               | 0                             | 1 |                   |                                |                                |                                |  |  |                       |                       |                       |
|  | Atlanta                       | Deportivo Morón               | 0                             | 1 | 2                 | 0                              |                                |                                |  |  |                       |                       |                       |
|  | Atlanta                       |                               |                               |   | 2                 | 0                              |                                |                                |  |  |                       |                       |                       |
|  | Deportivo Morón               | 2                             | 2                             |   |                   |                                |                                |                                |  |  |                       |                       |                       |
|  |                               |                               |                               |   |                   |                                |                                |                                |  |  | Platense              | 2                     | 4                     |
|  |                               |                               | Tristán Suárez                | 2 | 0                 |                                |                                |                                |  |  |                       |                       |                       |
|  | Sportivo Italiano             | 1                             | 1                             |   |                   |                                |                                |                                |  |  |                       |                       |                       |
|  | Deportivo Armenio             | 1                             | 0                             |   |                   |                                |                                |                                |  |  |                       |                       |                       |
|  | Deportivo Armenio             | 1                             | 0                             |   | Sportivo Italiano | 1                              | 1                              |                                |  |  |                       |                       |                       |
|  |                               |                               |                               |   | Sportivo Italiano | 1                              | 1                              |                                |  |  |                       |                       |                       |
|  |                               | Tristán Suárez                | 2                             | 3 |                   |                                |                                |                                |  |  |                       |                       |                       |
|  | Los Andes                     | Tristán Suárez                | 2                             | 3 | 1                 | 2                              |                                |                                |  |  |                       |                       |                       |
|  | Los Andes                     |                               |                               |   | 1                 | 2                              |                                |                                |  |  |                       |                       |                       |
|  | Tristán Suárez                | 1                             | 3                             |   |                   |                                |                                |                                |  |  |                       |                       |                       |

## Promoción con Primera B Nacional
La disputaron el ganador del Torneo Reducido (Platense) y el peor promedio de los equipos afiliados a AFA de la Primera B Nacional, Chacarita Juniors.
|  |

| Promoción con Primera B Nacional                                                             | Promoción con Primera B Nacional | Promoción con Primera B Nacional | Promoción con Primera B Nacional | Promoción con Primera B Nacional |
| Local                                                                                        | Resultado                        | Visitante                        | Estadio                          | Fecha                            |
| -------------------------------------------------------------------------------------------- | -------------------------------- | -------------------------------- | -------------------------------- | -------------------------------- |
| Platense                                                                                     | 1 - 1                            | Chacarita Juniors                | Ciudad de Vicente López          | 2 de julio                       |
| Chacarita Juniors                                                                            | 1 - 1                            | Platense                         | Presidente Perón                 | 9 de julio                       |
| Chacarita Juniors mantuvo la categoría gracias a la ventaja deportiva con un global de 2 - 2 |                                  |                                  |                                  |                                  |

## Promoción con Primera C
El Club Defensores de Cambaceres debió revalidar su plaza frente al Deportivo Merlo.
|  |

| Promoción con Primera C                                              | Promoción con Primera C | Promoción con Primera C  | Promoción con Primera C | Promoción con Primera C |
| Local                                                                | Resultado               | Visitante                | Estadio                 | Fecha                   |
| -------------------------------------------------------------------- | ----------------------- | ------------------------ | ----------------------- | ----------------------- |
| Deportivo Merlo                                                      | 0 - 0                   | Defensores de Cambaceres | José Manuel Moreno      | 25 de junio             |
| Defensores de Cambaceres                                             | 1 - 0                   | Deportivo Merlo          | Estadio 12 de octubre   | 2 de julio              |
| Defensores de Cambaceres mantuvo la categoría con un global de 1 - 0 |                         |                          |                         |                         |